# 兪敏
兪 敏（ゆ びん、1916年11月 - 1995年7月2日）は、中国の言語学者。

## 生涯
兪敏は天津に生まれた。1935年に北京大学国学系に入学したが、在学中に日中戦争が発生して北京大学が奥地に移転してしまったため輔仁大学に転入した。1940年に卒業し、中学教師をして過ごした。
戦後、1946年に台湾で国語推行委員会の委員として国語（標準中国語）教育に従事した。翌1947年には北京に戻り、燕京大学の講師（のち副教授）の職についた。中華人民共和国成立後、1952年に北京大学、1953年には北京師範大学中文系の教授に就任した。
兪敏は中国農工民主党の党員だった。

## 業績
兪敏の論文集は日本で『中国語文学論文選』(光生館1984)として出版された（邦訳ではない）。論文集にはほかに『兪敏語言学論文集』(黒竜江人民出版社1989、商務印書館1999)、『兪敏語言学論文二集』(北京師範大学出版社1992)がある。
兪敏の研究分野には音韻史の研究、中国語とチベット語の比較研究、北京語の研究がある。
兪敏は「後漢三国梵漢対音譜」(『論文選』所収)でサンスクリットの音訳漢字を研究して、従来の上古音は多くの変更が必要であるとした。
北京師範大学の講義用に編まれた『現代漢語語法』（陸宗達と共著、群集書店1954、上冊のみ）は邦訳されたことがある。
- 牛島徳次訳注『現代漢語語法縮編』（江南書院1956）

この書で兪敏はアクセント（軽重音）を重視し、文法解析に利用すべきであることを説いた。
兪敏は普通話が雑多な要素の寄せ集めであり、言語学的な研究対象になりにくいとして、北京語を研究した。「北京音系的成長和它受的周囲影響」(『方言』1984年第4期)では北京語の歴史について考察し、明初と清初に人口の大移動があったため、現在の北京語は元代の北京語から直接発展したわけではないと論じた。
『経伝釈詞札記』(湖南教育出版社1987)は題名に相違して単なる訓詁の書ではなく、チベット語や現代言語学の理論を武器に、王引之の解釈を激しく批判した著書である。